# Región de Los Tuxtlas
La región de Los Tuxtlas es una de las 10 regiones en que se encuentra dividido el estado mexicano de Veracruz. La región está conformada por cuatro municipios: Catemaco, Hueyapan de Ocampo, San Andrés Tuxtla y Santiago Tuxtla.
Su nombre proviene del náhuatl toxtli, que significa "conejo" o "pájaros amarillos".

## Historia
Se presume que los habitantes más antiguos fueron los olmecas, en Tres Zapotes, que se establecieron allí durante el período preclásico medio.
Dominado por los mexicas desde el reinado de Moctezuma I, el norte de Los Tuxtlas formaba parte de la provincia de Tochtepec y tributaba cacao, hule, plumas exóticas, plata, oro, jade y turquesa.
Los conquistadores españoles se sintieron atraídos por su riqueza y la controlaron durante los años 1520. Hernán Cortés reservó su riqueza para sí mismo y lo integró a su marquesado, trajo esclavos africanos para trabajar en el ingenio de Santiago Tuxtla.
La ecología y economía de Los Tuxtlas se alteró con la introducción de nuevos elementos. La caña de azúcar y la ganadería desplazaron a la siembra de algodón, maíz y hule. La siembra de tabaco también es importante, se cultivaba desde tiempos prehispánicos y cobró auge durante el porfiriato, en manos de hacendados españoles y alemanes.
Hace siglos, Santiago Tuxtla era la ciudad más importante, pero desde el siglo XVIII comenzó a cobrar mayor relevancia Zacoalcos, ahora San Andrés Tuxtla.
Una de las instalaciones de mayor importancia nacional e internacional de la región es la Estación de Biología Tropical Los Tuxtlas, adquirida en 1967 por la Universidad Nacional Autónoma de México; en 1968 empezó a prestar sus servicios como centro de investigación, enseñanza y difusión. En 1984 se llevó a cabo una fase secundaria dedicada a la construcción, ampliación y remodelación de la estación. Actualmente cuenta con 640 hectáreas.
La Reserva de la Biósfera Los Tuxtlas se localiza al oriente de la vertiente del Volcán San Martín Tuxtla. La reserva de biósfera ha sido objeto de numerosas investigaciones biológicas, que han brindado muchos conocimientos acerca de las regiones tropicales nativas de México.

## Población
Los resultados del Censo de Población y Vivienda 2010, 8 indican que la población total de la región es de 304,033 personas, de las cuales 146,436 (48.2%) son hombres y 157,597 mujeres (51.8%). Para la década de 2000 – 2010, la tasa de crecimiento media anual (TCMA) de la población fue de 0.73%. Los municipios con las mayores TCMA´s fueron San Andrés con 0.98% y Catemaco con 0.66%. Por su parte, Santiago y Hueyapan registraron tasas menores.
En el lustro de 2005 – 2010, la población de la región aumentó a una tasa de 1.14%. Los municipios con mayores TCMA´s en este periodo son Hueyapan con una tasa de 1.87%, seguido por San Andrés con 1.25%. Por su parte, los municipios de Santiago y Catemaco registraron tasas inferiores al 0.9%.
En cuanto a la estructura de la población por grupos quinquenales de edad, los datos del Censo 2010 muestran que la mayoría de los habitantes están incluidos en el rango de 10 a 14 años de edad (10.8% de la población total). Al analizar los grupos de edad por sexo, la mayoría de población masculina se encuentra en el rango de 10 a 14 años que significa el 5.5%, en tanto la femenina cae en el rango de 10 a 14 y de 15 a 19 años, esto es el 5.3% en cada grupo (ver figura 2). Por su parte, la población de adultos de 60 años y más representa el 10.2% del total (5.0% hombres y 5.2% mujeres). Durante los años 2005 y 2010, se observa que la estructura poblacional ha evolucionado hacia una población más envejecida (ver figura 2). Para 2010 la pirámide presenta una base reducida (con una disminución de 1.2 puntos porcentuales en el grupo de 0 a 4 años con respecto a 2005), que muestra en 2005 y en 2010 a la población de 10 a 14 años como mayoritaria, aunque en el período este rango disminuyó 1.4 puntos porcentuales. Por su parte, la población en edad productiva, la que va de 15 a 64 años, ascendió 2.6 puntos porcentuales (de 60.5 a 63.1%). Así también, las franjas etarias referidas entre 60 a 89 años registraron en el lustro mencionado un incremento de 1.1 puntos porcentuales. Cabe señalar, que poco menos de 15 mil habitantes, el 4.8% de la región, tienen 70 años o más. Los municipios con mayor población en este grupo de edad, como proporción de su población total son: Santiago y Hueyapan, con alrededor de 5 adultos mayores de 70 años por cada 100 habitantes.

## Geografía
Esta región tiene una reserva ecológica que es reconocida mundialmente por muchos países. Su extensión territorial abarca nueve municipios y secciones menores de otros:

### Aspectos Geográficos

#### Superficie territorial
La región limita al norte con el Golfo de México, al este y sureste con la región Olmeca y al oeste con la región del Papaloapan. Está integrada por 4 municipios  Catemaco, Hueyapan de Ocampo, San Andrés Tuxtla, Santiago Tuxtla.1 Esta región presenta una superficie de 2,947 km² (4.1% del territorio estatal). Por su extensión destacan los municipios de San Andrés y Hueyapan, ya que en conjunto concentran el 56.6% del territorio regional

#### Ríos y cuencas
El Instituto Nacional de Ecología conjuntamente con el INEGI, han realizado una clasificación ecogeográfica de cuencas hidrográficas, la cual permite avanzar hacia una planeación y atención por cuencas en la región
- Catemaco
- Hueyapan de Ocampo
- San Andrés Tuxtla
- Santiago Tuxtla

### Orografía
Los Tuxtlas poseen una extensión de casi 2500 km², rodeadas por la llanura de Sotavento. La Sierra de los Tuxtlas, es de origen volcánico y, por su ubicación cerca de las costas, genera grandes precipitaciones, lo que la convierte en una de las regiones mexicanas más lluviosas en el país. Los conos volcánicos dan origen a un relieve escarpado con alturas que van desde los 200 hasta poco más de 1700 metros.
Topográficamente, la región de Los Tuxtlas es notablemente accidentada. Las elevaciones más originadas de las emisiones volcánicas son el volcán de San Martín, con una altura de 1700 metros; la sierra de Santa Marta, con 1650 metros; el volcán de San Martín, con 1145 metros; el Campanario, con 1180 metros; el vigía de Santiago Tuxtla, con 800 metros; el cerro de Cintepec, con 670 metros, (Sousa, 1968), y el cerro del Vigía, dentro de los terrenos de la Estación de Biología Tropical, con una altura de 530 metros.
Hacia el litoral predominan las playas bajas con cordones de dunas interrumpidas por los acantilados rocosos del macizo (Coll de Hurtado, 1970).

### Hidrografía
La parte central posee una cuenca de inclinación oeste, y alberga al lago de Catemaco. Otros lagos menores son La Encantada, Chalchoapan y la laguna del Majahual.
Los lugares más prominentes del litoral son: Punta Puntilla, Montepío, Roca Partida y la Barra de Sontecomapan.
El macizo volcánico de Los Tuxtlas se localiza entre las grandes zonas aluviales formadas por las cuencas de los ríos Papaloapan y Coatzacoalcos. Dado su peculiar orografía, los aportes fluviales dispuestos radialmente en la región fueron constituyendo una gran llanura con abundantes pantanos, sobre todo hacia la vertiente sur, donde se localiza la laguna Ostión (Coll de Hurtado, 1970).
Los desagües hacia el Golfo de México se llevan a cabo precisamente a través de la mencionada laguna y por la barra de la Laguna de Sontecomapán, localizada en la vertiente norte del volcán de Santa Marta. En esa vertiente, los principales ríos y arroyos son los ríos Máquina, Col, río de Cañas y arroyo de Lisa y en la vertiente sureste el río Grande de San Andrés, originado en el lago de Catemaco (Lot-Helgueras, 1976).

### Clima
El clima varía de tropical a subtropical húmedo, debido a las diferentes altitudes de la comarca.
El clima en el área de la Estación es cálido-húmedo. Basado en los datos recopilados durante cinco años (1997-2001), el promedio de temperatura máxima es de 27.3 °C y el promedio de temperatura mínima es 21.5 °C, con una precipitación anual de más de 4500 mm. Aun cuando llueve todo el año, hay una época de "lluvias", de junio a febrero, y una época de "secas", de marzo a mayo. El mes más seco generalmente es mayo, y los meses más lluviosos por lo común son agosto, septiembre, octubre y noviembre. Existen variaciones anuales en la precipitación total anual.
De septiembre a febrero, el área se ve afectada por el desplazamiento de masas de aire frío y húmedo provenientes del norte. Los vientos húmedos resultantes de este fenómeno son conocidos localmente como nortes. Estos vientos aportan cerca del 15 por ciento de la precipitación promedio anual y se desplazan a velocidades hasta 100 kilómetros por hora, produciendo descensos graduales en la temperatura ambiental, llegando hasta los 10 °C, en algunos días de invierno.
Los usuarios pueden solicitar los datos climáticos de la Estación en la Jefatura de la misma Estación.

### Flora
La comarca posee vegetación exuberante como selva alta perennifolia y ha sido objeto de una intensa explotación agrícola desde la época prehispánica. Los productos agrícolas más importantes son el maíz, frijol, caña de azúcar y tabaco. También hay actividad de pesca, ganadería, industrial y de turismo.

## Cultura
En todas las cabeceras municipales, especialmente en la de Catemaco, existen curanderos, muy solicitados por los foráneos y nativos. Durante el tiempo de las posadas, se lleva a cabo la tradición de la rama.
Los idiomas hablados allí son el español, el náhuatl y el popoluca.